# Cyphocharax microcephalus
Cyphocharax microcephalus is een straalvinnige vissensoort uit de familie van de brede zalmen (Curimatidae). De wetenschappelijke naam van de soort is voor het eerst geldig gepubliceerd in 1889 door Eigenmann & Eigenmann.
Deze bentopelagische zoetwatervis komt voor in de Guiana's en wordt vrij groot (16,9 cm lengte).